# Vecteur de Poynting
En physique, le vecteur de Poynting est la densité de flux liée à la propagation de l'onde électromagnétique. Sa direction est la direction de propagation. On le note {\displaystyle {\vec {\Pi }}}, {\displaystyle {\vec {S}}}, {\displaystyle {\vec {R}}} ou {\displaystyle {\vec {N}}}.
Le flux du vecteur de Poynting à travers une surface (fermée ou non) est égal à la puissance véhiculée par l'onde à travers cette surface. Le module de ce vecteur est donc une puissance par unité de surface, c'est-à-dire une densité de flux d'énergie ; il est homogène à un éclairement énergétique, et à une exitance énergétique, ; et, dans le Système international (SI) d'unités, il s'exprime en watts par mètre carré,.

## Histoire
L'éponyme du vecteur de Poynting est le physicien anglais John Henry Poynting (1852-1914) qui l'a introduit en 1884,,. Oliver Heaviside (1850-1925) l'a découvert quelques mois plus tard et de manière indépendante,,.

## Définition
Le Vocabulaire électrotechnique international (VEI) définit le vecteur de Poynting {\displaystyle {\vec {\Pi }}} comme le produit vectoriel du champ électrique {\displaystyle {\vec {E}}} par l'excitation magnétique {\displaystyle {\vec {H}}} du champ électromagnétique en un point donné : 
{\displaystyle {\vec {\Pi }}={\vec {E}}\wedge {\vec {H}}}.
L'expression ci-dessus est connue comme la forme d'Abraham,.
Dans le vide, l'excitation magnétique {\displaystyle {\vec {H}}} est en tout point égal au quotient du champ magnétique {\displaystyle {\vec {B}}} par la constante magnétique {\displaystyle \mu _{0}} :
{\displaystyle {\vec {H}}={\frac {\vec {B}}{\mu _{0}}}},
de sorte que, dans le vide, la définition précédente du vecteur de Poynting est équivalente à :
{\displaystyle {\vec {\Pi }}={\vec {E}}\wedge {\frac {\vec {B}}{\mu _{0}}}}.
Par définition du produit vectoriel, le vecteur de Poynting est un vecteur axial, orthogonal aux deux vecteurs {\displaystyle {\vec {E}}} et {\displaystyle {\vec {H}}}, tel que les trois vecteurs {\displaystyle {\vec {E}}}, {\displaystyle {\vec {H}}} et {\displaystyle {\vec {\Pi }}} forment un trièdre direct ou un trièdre rétrograde selon l'orientation de l'espace ; et la norme du vecteur de Poynting est égale au produit des normes des deux vecteurs et du sinus de leur angle :
{\displaystyle \|{\vec {\Pi }}\|=\|{\vec {E}}\|\cdot \|{\vec {H}}\|\cdot \sin \vartheta }.

## Expression générale du vecteur de Poynting
Soient {\displaystyle {\vec {E}}} et {\displaystyle {\vec {B}}} le champ électrique et le champ magnétique. La conservation de l'énergie électromagnétique à travers une surface s'exprime, dans sa forme locale (souvent appelée théorème de Poynting), comme une équation de conservation :
{\displaystyle {\frac {\partial e(t)}{\partial t}}+{\vec {\nabla }}\cdot {\vec {\Pi }}(t)=s(t)}
avec {\displaystyle t} le temps, {\displaystyle e} la densité volumique d'énergie du champ électromagnétique, {\displaystyle {\vec {\Pi }}} le flux d'énergie surfacique sortant, et {\displaystyle s} le terme source : la densité volumique d'énergie gagnée {\displaystyle s>0} ou perdue.
À partir des équations de Maxwell dans le vide, on tire l'expression du vecteur de Poynting dans le vide :
{\displaystyle {\vec {\Pi }}(t)={\frac {{\vec {E}}(t)\wedge {\vec {B}}(t)}{\mu _{0}}}}
où μ0 est la perméabilité du vide.
Dans un matériau linéaire, de perméabilité magnétique μ et dans lequel on peut négliger la dispersion et les pertes, il convient de prendre en compte l'excitation magnétique {\displaystyle {\vec {H}}(t)} définie par la relation {\displaystyle {\vec {B}}(t)=\mu \,{\vec {H}}(t)}. On obtient alors une expression plus générale du vecteur de Poynting :
{\displaystyle {\vec {\Pi }}(t)={\vec {E}}(t)\wedge {\vec {H}}(t)}.
Dans un milieu linéaire dispersif avec pertes, on conserve l'expression du vecteur de Poynting {\displaystyle {\vec {\Pi }}={\vec {E}}\wedge {\vec {H}}}, mais le théorème de Poynting ne s'exprime plus avec {\displaystyle e} et comporte des termes supplémentaires de dissipation.

## Moyenne temporelle en notation complexe

Un circuit de courant continu constitué d'une batterie (V) et d'une résistance (R) indiquant la direction du vecteur de Poynting (S, bleu) dans l'espace qui l'entoure, ainsi que les champs desquels il est dérivé : le champ électrique (E, rouge) et le champ magnétique (H, vert). Dans la région autour de la batterie le vecteur Poynting est dirigé vers l'extérieur, ce qui indique la puissance sortant de la batterie dans les champs; dans la région autour de la résistance le vecteur est dirigé vers l'intérieur, ce qui indique la puissance de champ circulant dans la résistance. À travers n'importe quel plan P, entre la batterie et la résistance, le flux de Poynting est dans le sens de la résistance.

Dans le cas d'une onde électromagnétique plane progressive harmonique, on a
{\displaystyle {\vec {E}}={\vec {E}}_{0}\cos {(\omega t-\varphi )}}
et
{\displaystyle {\vec {B}}={\vec {B}}_{0}\cos {(\omega t-\psi )}}
On peut donc associer des grandeurs complexes aux champs {\displaystyle {\vec {E}}} et {\displaystyle {\vec {B}}} en posant (avec {\displaystyle i} le nombre complexe tel que {\displaystyle i^{2}=-1}) :
{\displaystyle {\underline {\vec {E}}}={\underline {\vec {E}}}_{0}\,\mathrm {e} ^{i\omega t}={\vec {E}}_{0}\,\mathrm {e} ^{-i\varphi }\,\mathrm {e} ^{i\omega t}}
et
{\displaystyle {\underline {\vec {B}}}={\underline {\vec {B}}}_{0}\mathrm {e} ^{i\omega t}={\vec {B}}_{0}\,\mathrm {e} ^{-i\psi }\,\mathrm {e} ^{i\omega t}}.
La moyenne temporelle du vecteur de Poynting vaut alors :
{\displaystyle \langle {\vec {\Pi }}\rangle ={\frac {1}{2\,\mu _{0}}}\;{\text{Re}}\left({\underline {\vec {E}}}\wedge {\underline {\vec {B}}}^{\star }\right)}
où {\displaystyle {\underline {\vec {B}}}^{\star }} désigne le conjugué de {\displaystyle {\underline {\vec {B}}}}

## Lien avec l'approche énergétique de la propagation d'un faisceau
La moyenne temporelle du flux de Poynting est reliée à la luminance {\displaystyle L(\Omega )} d'un faisceau se propageant dans la direction {\displaystyle \Omega _{0}={\frac {\vec {\Pi }}{||{\vec {\Pi }}||}}}. Cette luminance est donnée par :
{\displaystyle L(\Omega )=\langle {\vec {\Pi }}\rangle \delta (\Omega -\Omega _{0})}
où {\displaystyle \delta } est la distribution de Dirac.
On vérifie que le premier moment de {\displaystyle L(\Omega )} qui représente la densité de flux {\displaystyle {\vec {f}}} retrouve le flux de Poynting :
{\displaystyle {\vec {f}}=\int _{S^{2}}\Omega L(\Omega )\mathrm {d} \Omega =\langle {\vec {\Pi }}\rangle }

## Puissance électromagnétique traversant une surface
Une conséquence du théorème de Poynting est que la puissance électromagnétique traversant une surface S est donnée par le flux du vecteur de Poynting à travers cette surface.
{\displaystyle {\mathcal {P}}_{S}=\iint _{S}{\vec {\Pi }}\cdot \mathrm {d} {\vec {S}}}

## Équation de l'énergie d'un champ électromagnétique
Soit {\displaystyle U_{em}} l'énergie du champ électromagnétique :
{\displaystyle U_{em}=\iiint _{V}W_{em}\mathrm {d} \tau }
avec W densité volumique d'énergie (quantité d'énergie par unité de volume)
On définit la quantité d'énergie quittant un volume {\displaystyle V} pendant un temps {\displaystyle \mathrm {d} t}  :
{\displaystyle -{\frac {\mathrm {d} U_{em}}{\mathrm {d} t}}=-{\frac {\mathrm {d} }{\mathrm {d} t}}\iiint _{V}W_{em}\mathrm {d} \tau =-\iiint _{V}{\frac {\partial W_{em}}{\partial t}}\mathrm {d} \tau }
Soit {\displaystyle {\vec {P}}}, vecteur flux d'énergie du champ. D'après le théorème de Green-Ostrogradski (Théorème de flux-divergence), on peut dire que le flux sortant du volume V est :
{\displaystyle \iint _{\Sigma }{\vec {P}}\cdot {\vec {n}}\ \mathrm {d} \sigma }
avec {\displaystyle {\vec {n}}} un vecteur unitaire normal à la surface {\displaystyle \Sigma } du volume V, orienté de l'intérieur vers l'extérieur.
On peut expliciter la perte d'énergie du volume de la manière suivante :
- pertes dues aux « frottements » des charges mobiles (voir loi Ohm locale, effet Joule) ;
- pertes dues au rayonnement électromagnétique sortant du volume.

On peut donc dire que :
{\displaystyle -\iiint _{V}{\frac {\partial W_{em}}{\partial t}}\mathrm {d} \tau =\iiint _{V}{\vec {\nabla }}\cdot {\vec {P}}\mathrm {d} \tau } + travail fourni par le champ à la matière
On calcule ce travail :
{\displaystyle {\vec {F}}_{\rm {{\acute {e}}lectrique}}=q({\vec {E}}+{\vec {v}}\wedge {\vec {B}})}.
Pour une particule :
{\displaystyle \mathrm {d} {\vec {W}}={\vec {F}}\cdot \mathrm {d} {\vec {r}}=q{\vec {E}}\cdot \mathrm {d} {\vec {r}}} (on observe facilement que la force magnétique ne travaille pas).
On calcule maintenant la puissance fournie par le champ. La puissance reçue par une particule est :
{\displaystyle {\vec {F}}\cdot {\vec {v}}=q\,{\vec {E}}\cdot {\vec {v}}}
La densité particulaire est notée {\displaystyle N}, en conséquence :
{\displaystyle {\frac {\partial W_{Electrique}}{\partial t}}=Nq{\vec {E}}\cdot {\vec {v}}} or {\displaystyle Nq{\vec {v}}={\vec {j}}}
donc {\displaystyle {\frac {\partial W_{Electrique}}{\partial t}}={\vec {j}}\cdot {\vec {E}}}
Cette perte de puissance est égale à la perte d'énergie du champ par unité de temps et de volume donc on écrit finalement :
{\displaystyle -\iiint _{V}{\frac {\partial W_{em}}{\partial t}}d\tau =\iiint _{V}{\vec {\nabla }}\cdot {\vec {P}}\mathrm {d} \tau +\iiint _{V}{\vec {j}}\cdot {\vec {E}}\mathrm {d} \tau }
Donc finalement on a :
{\displaystyle -{\frac {\partial W_{em}}{\partial t}}={\vec {\nabla }}\cdot {\vec {P}}+{\vec {j}}\cdot {\vec {E}}}
qui correspond à l'équation de l'énergie du champ électromagnétique.